# Schwarze Hundert

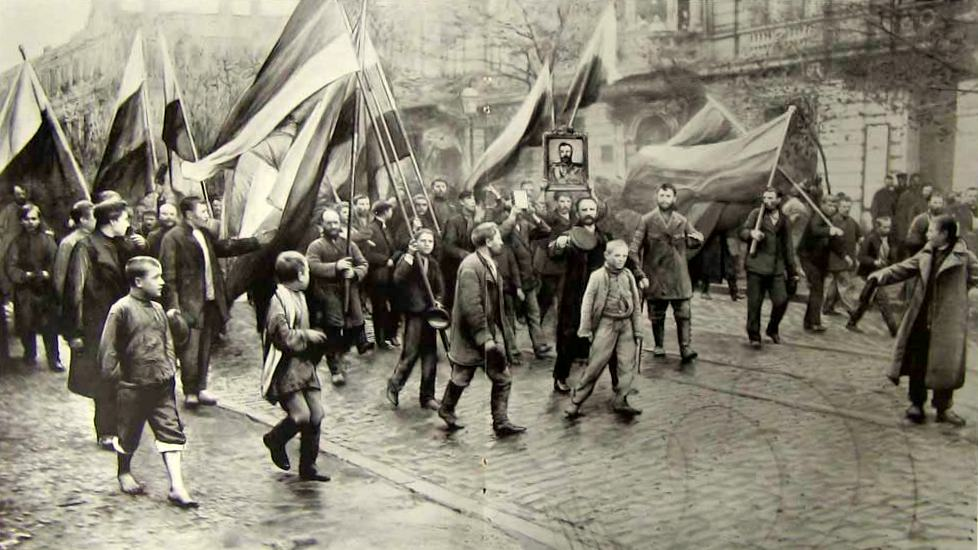
Demonstration der Schwarzhunderter in Odessa nach der Publikation des Oktobermanifests, 1905

Schwarze Hundert bzw. Schwarze Hundertschaften (russisch Чёрная сотня/Tschornaja sotnja) war die übergreifende Bezeichnung für rechtsextreme und monarchistisch-nationalistische Organisationen in den letzten Jahrzehnten des Bestehens des Russischen Reiches, darunter den Bund des russischen Volkes (auch Verband des russischen Volkes genannt). Die Mitglieder dieser Organisationen wurden als Schwarzhunderter (russ. pl. черносотенцы/tschernosotenzy) bezeichnet. Die Organisationen, die auf die 1900 gegründeten Vorgänger Священнaя дружинa (Heiliges Gefolge) und Русское собрание (Russische Sammlung) zurückgehen, werden dem Präfaschismus zugeordnet. Sie rekrutierten sich vor allem aus Kleinbürgern, Rechtsintellektuellen, orthodoxen Priestern und Landbesitzern. In Odessa spielte die Organisation des Белый двуглавый орёл (Weißer Doppelkopfadler) eine wichtige Rolle.
Die von den zaristischen Behörden unterstützten Vigilantenorganisationen waren vor allem zwischen 1904 und 1906 Hauptanstifter von antisemitischen Pogromen und Terror gegen Revolutionäre. Sie gehörten zu den modernen nationalistischen Bewegungen Europas.